# Cloud Peak
Der Cloud Peak ist mit einer Höhe von 4013 m der höchste Berg der Bighorn Mountains im Norden des US-Bundesstaates Wyoming. Der Gipfel befindet sich innerhalb der 765 km² großen Cloud Peak Wilderness Area im Bighorn National Forest. Der Nordosthang des Cloud Peak ist ein tiefes Kar, das den Cloud Peak Glacier beherbergt, den letzten aktiven Gletscher in den Bighorn Mountains.
Der Cloud Peak liegt an der Grenze von Johnson County und Big Horn County in Wyoming und stellt die höchste Erhebung beider Countys dar.  Als höchster Gipfel der isolierten Bighorn Mountains hat der Cloud Peak mit 2157 m die größte topografische Prominenz im Bundesstaat, nur wenige Zentimeter mehr als der höchste Berg des Staates, der 4210 m hohe Gannett Peak, und die fünfzehntgrößte in den Contiguous United States.

## Siehe auch

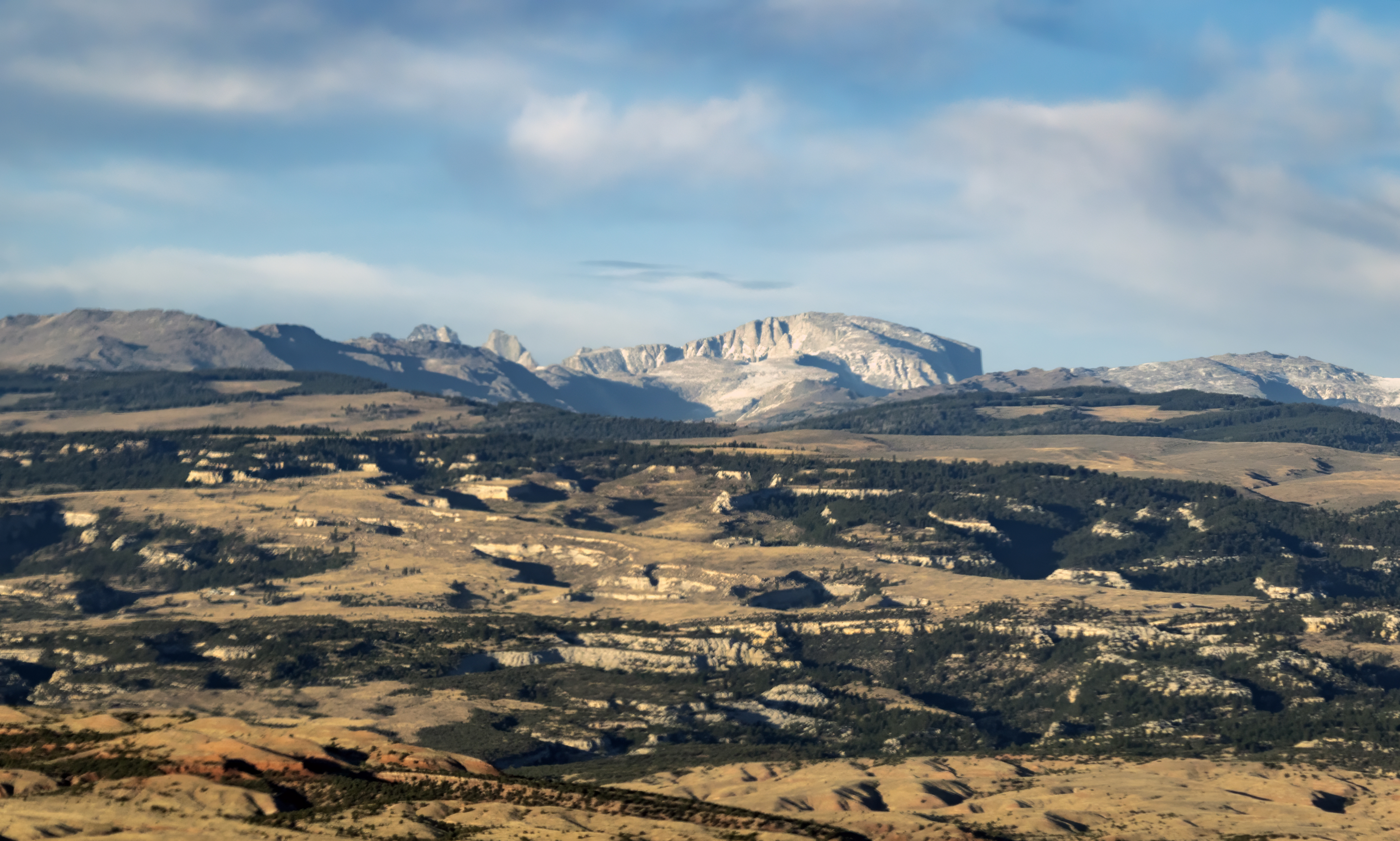
Cloud Peak